# Osek nad Bečvou
Osek nad Bečvou je obec ležící v okrese Přerov. Žije zde přibližně 1 400 obyvatel. Protéká jí řeka Bečva a potoky Trnávka, Lubeň a Strhanec.

## Název
Jméno vesnice je totožné se starým osěk - "vysekané místo v lese". Jde o jméno typické pro vesnice vzniklé středověkou kolonizací lesa. Přívlastek nad Bečvou byl dán v roce 1924.

## Historie
První písemná zmínka o obci pochází z roku 1322.

## Obecní správa a politika
Správu nad obcí vykonává obecní zastupitelstvo v čele se starostou. Je voleno v komunálních volbách na čtyři roky a má 11 členů. 

### Správní území
Obec leží v Olomouckém kraji s 401 obcemi v okrese Přerov s 105 obcemi, má status obce s rozšířenou působností a obce s pověřeným obecním úřadem je součástí správního obvodu Lipník nad Bečvou s 14 obcemi. Skládá se s 1 katastrálního území a 1 části obce. Sousedními obcemi sídla jsou Radslavice, Oldřichov, Radvanice, Veselíčko, Lipník nad Bečvou, Prosenice, Hlinsko a Sušice.

## Obecní symboly
Obec má tyto následující symboly : 
- Vlajka – List tvoří tři svislé pruhy v barvách červená, žlutá a modrá, v poměru 1:2:1. Ve žlutém pruhu se nachází zkřížené orobince, každý se dvěma listy. Poměr šířky k délce listu je 2:3.

- Znak – Dělený štít, nahoře červeno-zlatě půlený, vpravo zkřížené stříbrné vinařské nože se zlatými rukojeťmi, vlevo zkřížené orobince přirozené barvy, v dolním modrém poli zkřížené zlaté obilné klasy.

## Vybavenost
Nachází se zde základní a mateřská škola s jídelnou a družinou, prodejna s potravinami, květinářství, cukrárna, kostel, pošta, pohřební služba, pálenice, hřbitov, hasičská zbrojnice, sokolovna, multifunkční tartanové hřiště, restaurace. V obci je zaveden plynovod, vodovod, elektrická energie a kanalizace. Je zajištěn pravidelný svoz odpadu.[zdroj?]

## Doprava
Obcí prochází Dálnice D1, silnice I/47 a Železniční trať Přerov–Bohumín se stejnojmennou zastávkou.

## Osobnosti
- Josef Hostášek (1912–1985), palubní střelec na bombardérech 311. československé bombardovací perutě RAF.[5][6]

- Františka Janáková (1917–2007), salesiánka, pedagožka a misionářka na Kubě a v Dominikánské republice.[7]

## Pamětihodnosti
- Kostel Povýšení sv. Kříže (postaven roku 1791 na troskách staršího vyhořelého kostela)
- Sochy sv. Tadeáše a sv. Jana Nepomuckého u kostela
- Na severovýchodní straně poblíž Oseka u polní cesty směrem k osadě Na Skalách se nachází moderní kaple svatého Vendelína z roku 2017

## Galerie

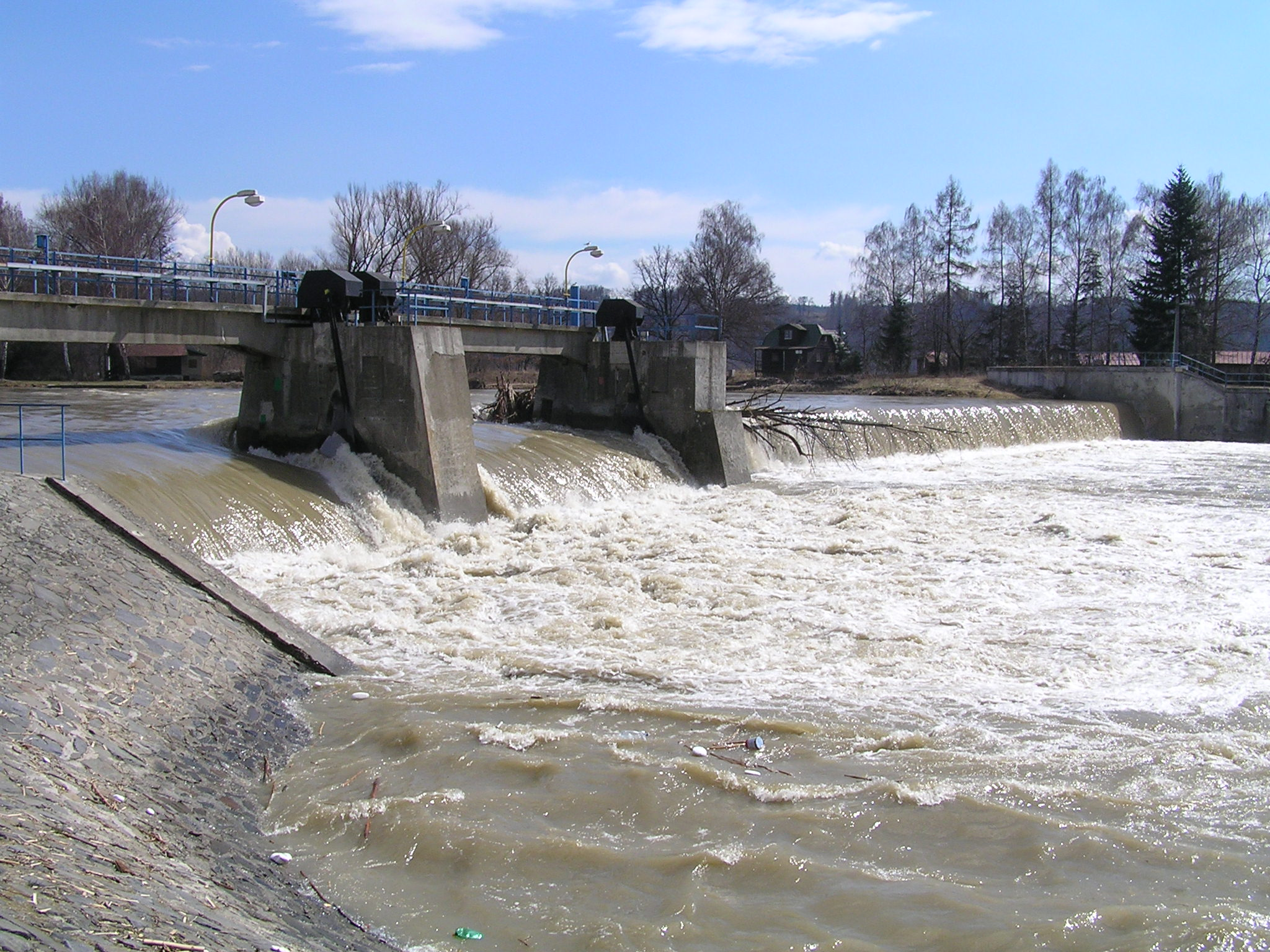
Osecký jez při jarních povodních 2006
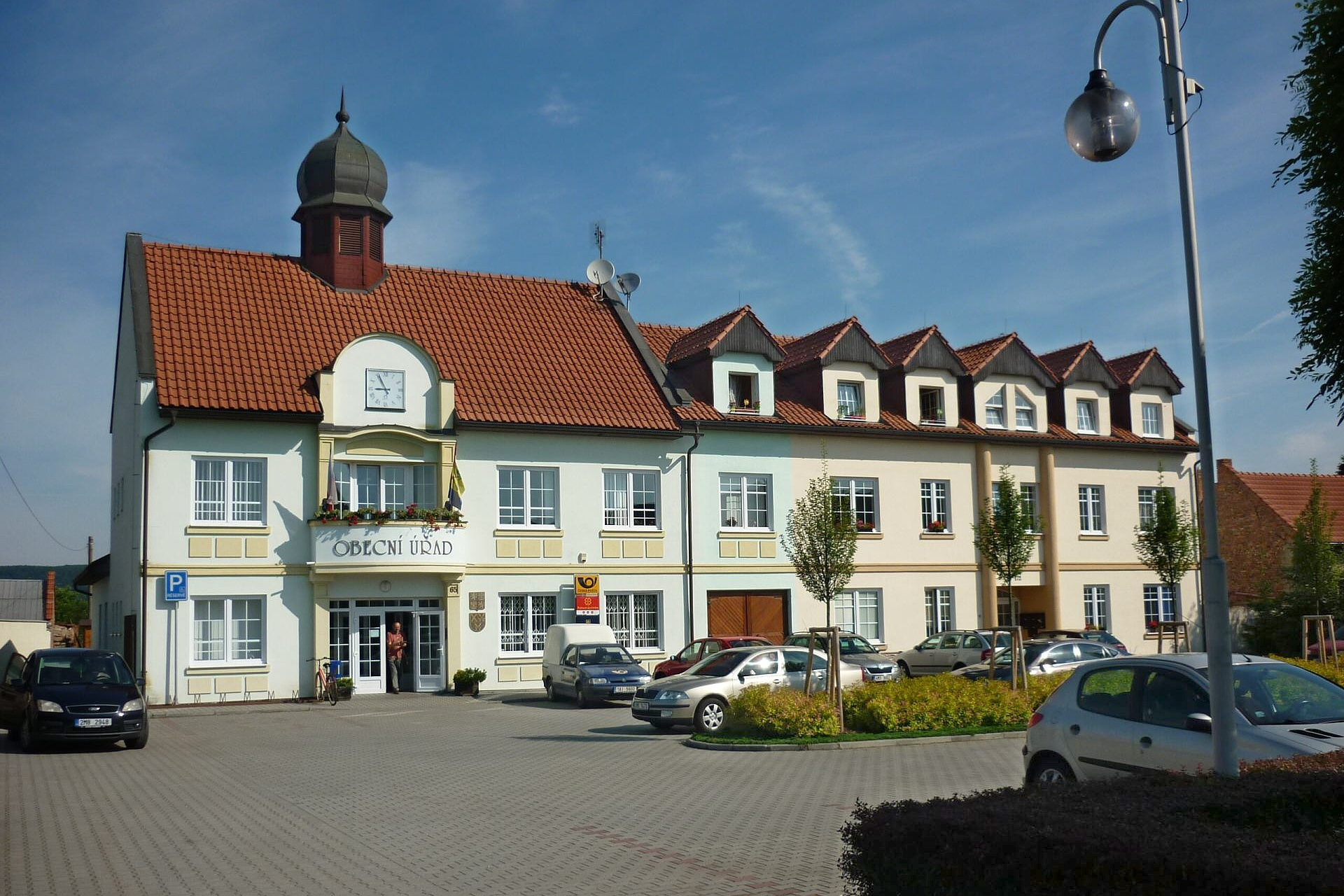
Obecní úřad
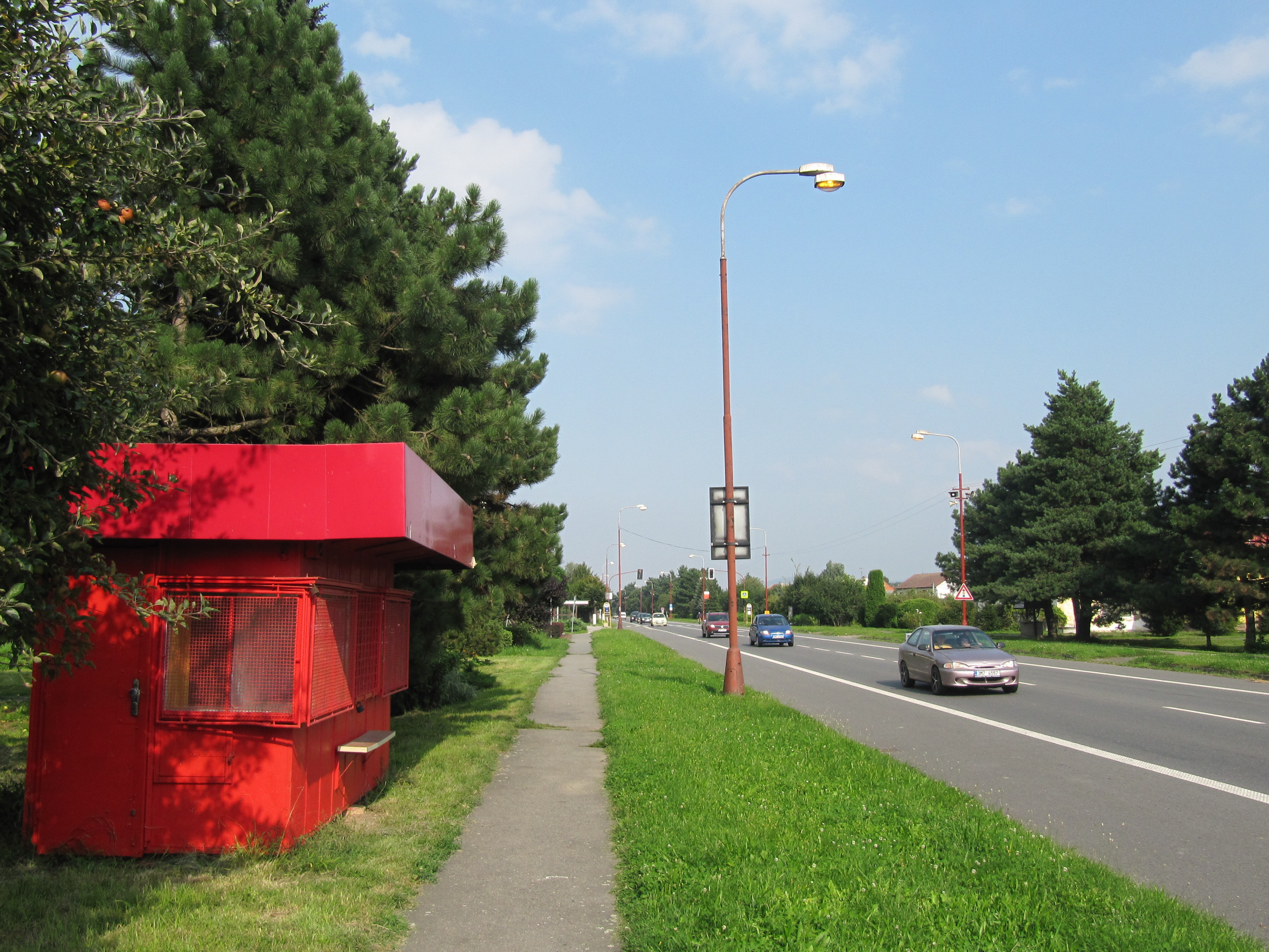
Hlavní ulice
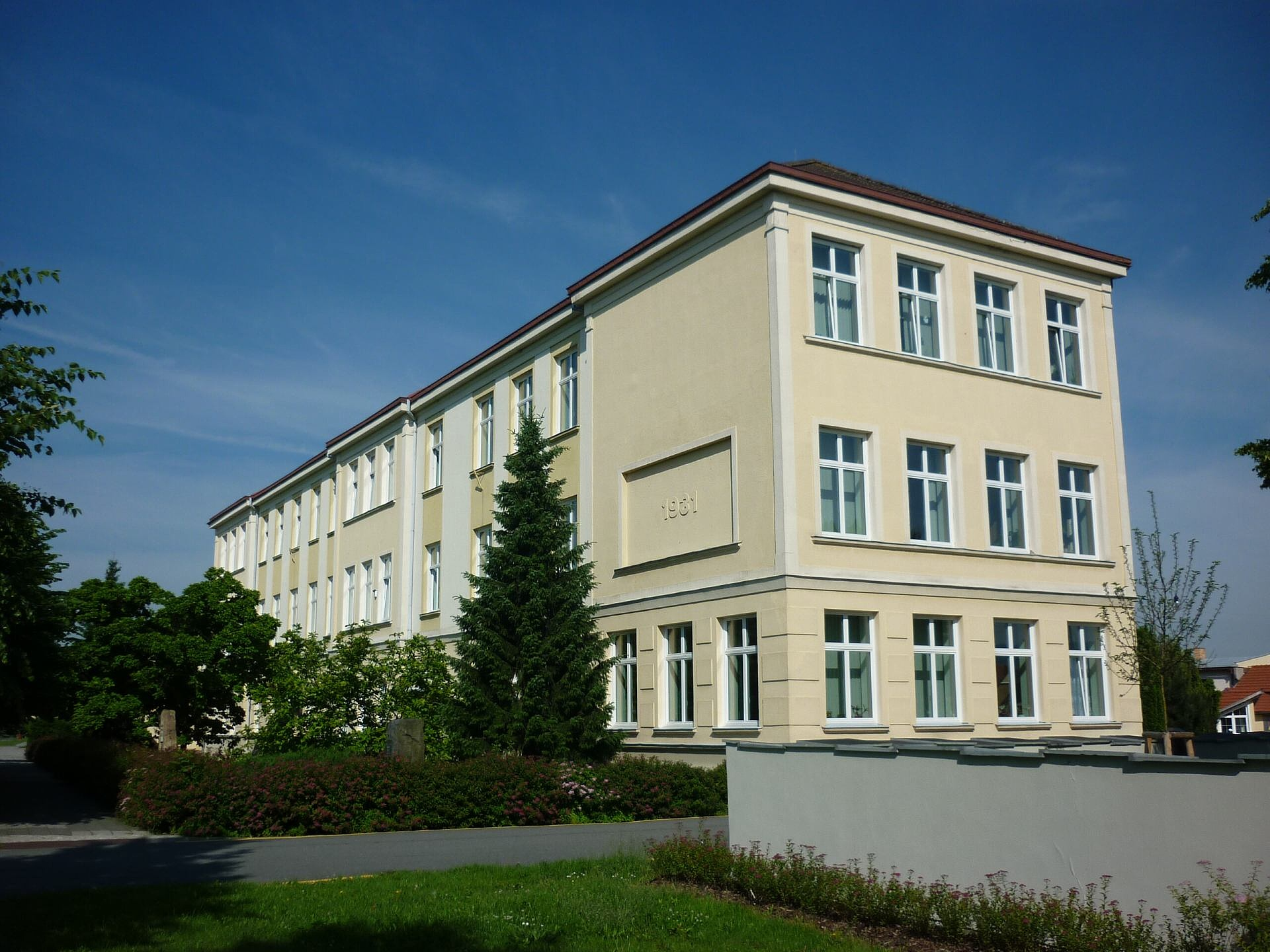
Základní škola